# 快盗天使ツインエンジェル2
『快盗天使ツインエンジェル2』（かいとうてんしツインエンジェル2）は、2009年3月30日に発売されたサミーのパチスロ機（5号機）である。
2006年にサミーが開発支援し、トリビーから発売された『快盗天使ツインエンジェル』の続編。前作はトリビーの5号機であったが、今回は原作版権を持つサミーが開発・販売することになる。

## 概要
詳細は快盗天使ツインエンジェルの項を参照。
2009年2月6日に作品公式サイトにて発表された。『マイスロ』という携帯電話と連動した実機カスタマイズ機能を本機にて初搭載しており、『マイスロ』をパチスロユーザーに浸透させる火付け役となった。パネルは通常ver.とクルミver.（下記「登場人物」参照）の2種類がある。
プロモーション展開では萌えスロのファン層を意識した展開を進めている。
- 2008年11月9日に行われたOVA発売記念のトークショーでプロモーションビデオの先行公開が行われた（本機の検定通過前だったため、一部にモザイク処理がかけられている）。
- 2009年1月1日にビジュアルノベル『快盗天使ツインエンジェル 幻の少女』の無償配布を行い、先述のプロモーションビデオも収録された。またこのことを告知するため2008年12月28日から30日にかけて行われたコミックマーケット75でチラシを配布、このチラシや東京ビッグサイト場内の広告には本機に参加したイラストレーターのイラストがコミケカタログのサークルカット風に並べられていた。
- 2009年2月に公開された、本作のプロモーションビデオがニコニコ動画への流出を前提として作られていた。

## スペック
- ボーナス確率は設定1でも合成確率199分の1（メーカー発表値）という「スイートスペック」を称している。豊富な液晶演出は前作の5倍（メーカー発表値）にも及ぶ。
- HYPER BIG BONUS（同色赤・青7揃い）は、約250枚、BIG BONUS（赤赤青・青青赤7揃い）は約200枚、MIDDLE BONUS（赤赤白7・青青白7揃い）は約80枚獲得できる。
- 全てのボーナス終了後はエンジェルチャンスに突入する。エンジェルチャンス中に小役やボーナスが成立すればナビポイント獲得抽選が行われる。エンジェルチャンス中に「リプレイ・ベル・ベル」が並べばエンジェルチャレンジに移行する。ここで3択の押し順に成功して、「リプレイ・リプレイ・羽」の特殊リプレイが入賞すれば33Gの半完走型RT（エンジェルタイム：以下AT）になる。AT終了後はボーナスに当選していなければエンジェルチャレンジで再挑戦することになる。
- エンジェルチャンス中は変則押し、あるいは順押しでも特定のポイントで停止してしまうとエンジェルチャレンジに移行しない。
- BIG BONUS中は白7揃いでナビポイント獲得。MIDDLE BONUS中は左リールで「カバン・カバン・ベル」の目押し（２コマ）に成功するとナビポイント獲得抽選が行われる。ボーナスゲーム突入前には3種類のゲームを選択可能で、その内容によってナビポイント抽選の演出が異なっている。
- RT中はリプレイ確率が大幅に上昇し、1ゲーム平均約0.3〜0.5枚の増加（サミーHPによる公称値は0.6枚）が見込める。エンジェルタイムは、33ゲーム消化するか、赤7のハイパービッグか赤赤青7のビッグボーナス成立で終了する。（それ以外のボーナスが成立した場合、33G完走する）このため前作とは異なった仕様になっている。
- 小役重複当選機能を有している。
- 天井機能が搭載されており、エンジェルチャレンジ失敗後999G経過すると、エンジェルチャレンジに再突入し、次回ボーナスまでナビが発生する。
- なお、内部的にはエンジェルチャンス：CZ　エンジェルチャレンジ：通常状態　エンジェルタイム：RT①　通常画面：RT②　という扱い。ボーナス終了後はCZに突入、リベベ入賞で通常状態へ転落。通常状態では特殊リプレイの抽選が行われ、リリ羽入賞で33GのRTに突入。ベベリ入賞で999GのRTに突入。というシステムになっている。普通に打つ分には意識する必要はないが、このシステムにより天井を発生させている。

## 主題歌・他
エンジェルらいくに☆LOVEりたいっ!!
作詞：しらたまぷりん、作曲・編曲：どれちゅ、歌：ave;new feat. あべにゅうぷろじぇくと（佐倉紗織&井上みゆ）
ずっキュンFEVER純愛えんじぇるLOVER!!
作詞：しらたまぷりん、作曲・編曲：どれちゅ、歌：ave;new feat. あべにゅうぷろじぇくと
いただき♪トリオDE絶対エンジェル
作詞：しらたまぷりん、作曲・編曲：どれちゅ、歌：ave;new feat.水無月遥&神無月葵&葉月くるみ（田村ゆかり&能登麻美子&釘宮理恵）
Violet Phantom//Innocent elegy
作詞・作曲・編曲：a.k.a.dRESS、歌：ave;new feat.テスラ&ナイン（堀江由衣&柚木涼香）
イイなあ★FEVERたいむ!!
作詞：しらたまぷりん、作曲・編曲：どれちゅ、歌：ave;new feat.佐倉紗織&どれちゅ
ラブリー☆えんじぇる!!
作詞：しらたまぷりん、作曲・編曲：どれちゅ、歌：ave;new feat. あべにゅうぷろじぇくと（佐倉紗織&井上みゆ）、ボイス：草柳順子・きこうでん☆みさ・どれちゅ
エンドレスヘブン!!
作詞：夕野ヨシミ(IOSYS)、作曲・編曲：ARM(IOSYS)、歌：山本椛(monotone)

## 関連商品
- パチスロ「快盗天使ツインエンジェル2」オリジナルサウンドトラック（WAVEMASTER/ポニーキャニオン、2009年5月20日発売）
- 快盗天使ツインエンジェル2 COMPLETE WORKS（白夜書房、2009年6月4日発行 ISBN 978-4-86191-542-0）

## その他
- オンラインゲームサイト『777town.net』にて本機のプレイが可能である。
- 携帯サイト『サミー777タウン』にて本機のプレイが可能である。